# Румынское неоязычество

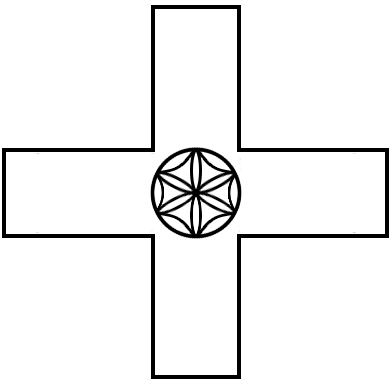
Символ Замолксианы

Румынское неоязычество, или Залмоксианизм (рум. Zalmoxianism), также Замолксианизм (рум. Zamolxianism) — новое религиозное (неоязыческое) движение в Румынии, ставящее своей целью возрождение традиционной религии румынов через воссоединение с их древними дакскими и фракийскими корнями. Религия получила название от гетского бога Залмоксиса (полумифического социального и религиозного реформатора). Учёные Бако и Хаббс в 2011 году определили залмоксианизм, как и любое другое движение этно-религиозного возрождения в Европе, в качестве реконструкционного этно-язычества.

## Возникновение
Реконструкция древней дакийской и фракийской религии и мифологии была тесно связана с областью дакологии. Среди современных сторонников залмоксианства — эмигрант-даколог Октавиан Сэрбэтоар. Он предлагал сделать румынское неоязычество официальной религией Румынии.

## Организации

### «Общество Гебелейзис»

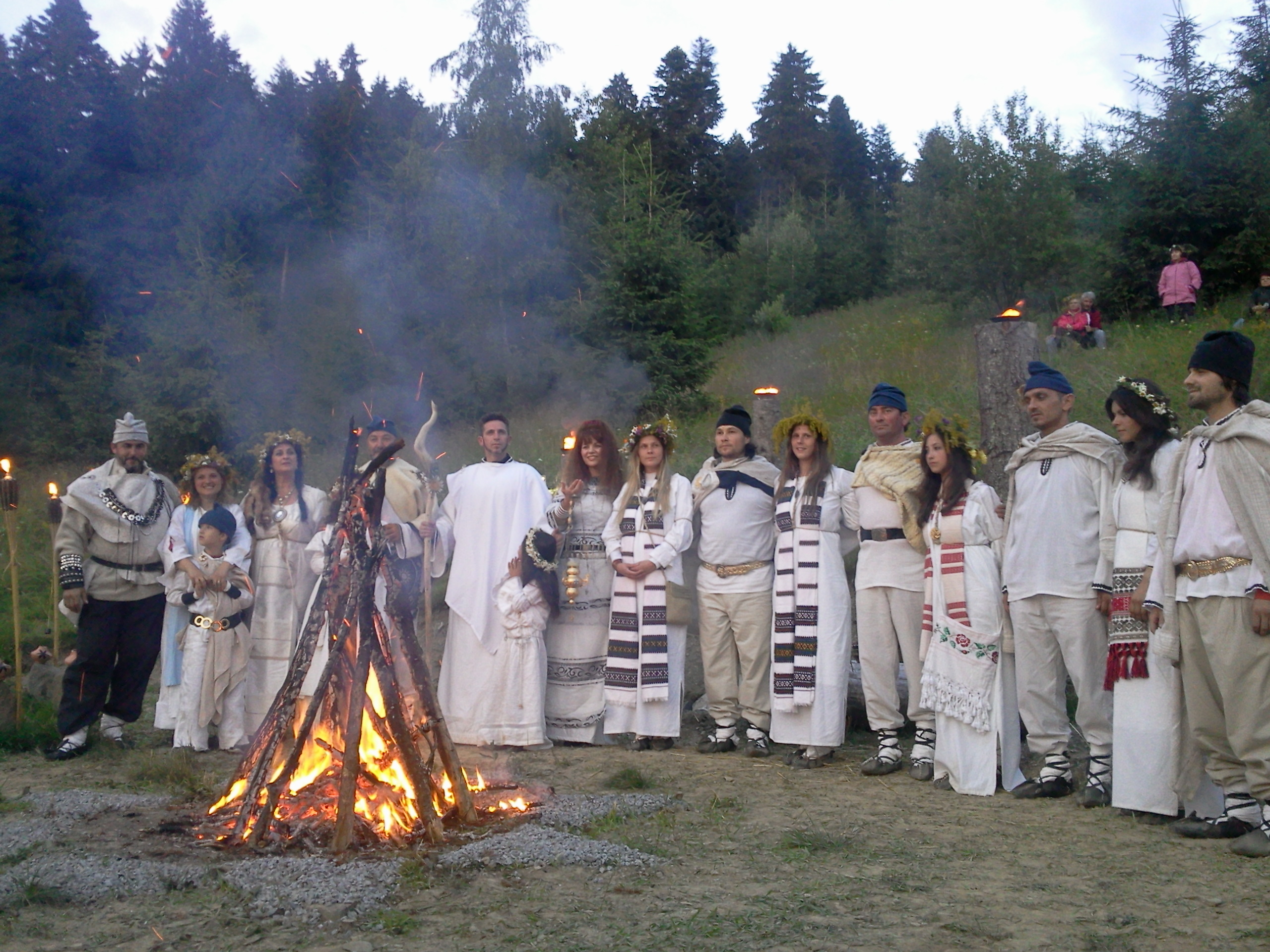
Церемония «Священный огонь даков» в храме Детуната, Румыния, 2013

«Общество Гебелейзис» (рум. Societatea Gebeleizis) изучено лучше других групп. Название связано с тем, что Геродот отождествлял гетского Залмоксиса с дакийским богом Гебелейзисом. Общество насчитывает 500 членов, разделенных на 15 отделений Основные ценности организации выражены в её девизе «Одна семья, один народ, одна территория» (рум. O Familie, Un Neam, Un Teritoriu). За свои идеи общество стало предметом скандала в СМИ и обвинений в экстремизме.

### Замолксе
Группа «Замолксе» (рум. Zamolxe), находится в Бухаресте. Её главой является Александру Михаил. Члены этой группы поклоняются старому фрако-дакийскому пантеону богов и утверждают, что имя «Залмоксис» происходит от слова «замол» (zamol), что означает «земля».

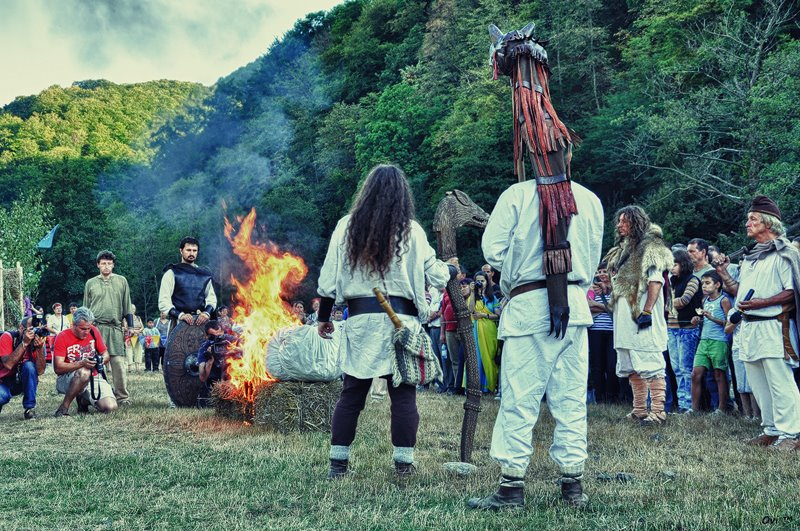
«Священный огонь даков» в Костештах, Румыния, 2012